# NGC 2929
NGC 2929 é uma galáxia espiral (Sc) localizada na direcção da constelação de Leo. Possui uma declinação de +23° 09' 40" e uma ascensão recta de 9 horas, 37 minutos e 29,7 segundos.
A galáxia NGC 2929 foi descoberta em 21 de Fevereiro de 1863 por Heinrich Louis d'Arrest.